# Georg August Wilhelm du Roi
Georg August Wilhelm du Roi (* 11. Mai 1787 in Braunschweig; † 2. November 1853 in Lübeck) war ein deutscher Instanzrichter.

## Leben
Georg August Wilhelm du Roi war der Sohn des Direktors der braunschweigischen Armenanstalt Julius Georg Paul du Roi. Er studierte Rechtswissenschaften an den Universitäten in Göttingen und Heidelberg. An der Universität Heidelberg habilitierte er sich 1812 und wurde zunächst als Privatdozent an der juristischen Fakultät in Heidelberg tätig. Nach dem Ende der Franzosenzeit kehrte er nach Braunschweig zurück und wurde 1814 Stabsauditor, Anfang 1815 General-Auditor der braunschweigischen Truppen, die er im Befreiungskrieg 1815 nach Belgien und Frankreich begleitete. Im Januar 1819 wurde er zum Hofrat und Richter am Landesgericht zu Wolfenbüttel ernannt. Später wurde er auf den Wahlvorschlag der Hansestadt Bremen hin 1826 Oberappellationsgerichtsrat am Oberappellationsgericht der vier Freien Städte in Lübeck, wo er auch als ältester Rat des Gerichts verstarb.

## Schriften
- Qui filii sint legitimi ex jure novissimo ad capita Codicis Napoleonis de la filiation des enfans légitimes atque des preuves de la filiation des enfans légitimes. (= Dissertation) Heidelberg 1812, OCLC 311599899.
- Specimen observationum de jure in re. Engelmann, Heidelberg 1812, OCLC 257652145.